# Stefan ”Skuggan” Nilsson
Lars Stefan ”Skuggan” Nilsson, född 5 april 1968 i Luleå, är en svensk före detta professionell ishockeyspelare. Han spelade större delen av sin karriär i Luleå HF, där han har varit huvudtränare och där han nu är general manager. Han spelade även i Klagenfurter AC (Österrike) och HC La Chaux-de-Fonds (Schweiz).
"Skuggan" NHL-draftades 1986 av Washington Capitals. Han spelade tre hockey-VM (1993, 1995 och 1997) för Sveriges landslag, där han i samtliga vunnit 3 VM-silver. Han har även varit lagkapten i landslaget. 
Skuggan var en passningsskicklig spelare och var under flera olika säsonger den spelare som gjorde flest assist i elitserien. Han slutade sin spelarkarriär 2004, efter skadeproblem.
Han fick sitt smeknamn Skuggan då han som barn åkte skridskor jämte sin far, likt en skugga. 
Skuggan har tidigare tränat och varit sportchef för Luleå HF:s juniorer, och sen 2014 är han assisterande tränare för Luleå HF:s A-trupp.
Hans tröjnummer 4 i Luleå HF, hängdes upp i Coop Norrbotten Arenas tak inför en match mellan Luleå HF och Leksands IF, 6 januari 2015.
Med 414 assist från karriären har Skuggan en andraplats i Svenska Hockeyligans historia för flest framspelade mål. Bara Johan Davidsson är bättre med 461 assist.